# Суриков, Александр Вячеславович
Алекса́ндр Вячесла́вович Су́риков (4 марта 1971, Иркутск) — российский поэт и художник, «яркий дебютант-неофутурист середины 90-х».

## Биография
Окончил Иркутское училище искусств (1990) и Красноярский государственный художественный институт (1998), занимался также в Творческих мастерских отделения Урал, Сибирь и Дальний Восток Российской академии художеств (2001—2004). Персональные выставки в галереях Иркутска, Красноярска, Нью-Йорка, работы в музеях России, Испании, Италии, Канады.
Работы Сурикова в области живописи, поэзии, визуальной поэзии, бук-арта тяготеют к примитивизму, понятому как развитие футуризма. В частности, Суриков продолжает идущую от книгоиздания футуристов линию на особую графику стиха, записывая свои поэтические тексты особым рукописным шрифтом (воспроизведённым типографски в его единственной книге стихов), — это, как указывает филолог Юрий Орлицкий, «иероглифические композиции, развивающие поиски русских футуристов с их стремлением сделать стихи снова рукописными, активизировать эстетическую функцию письма».
Живопись Сурикова, как указывается в анонсе персональной выставки художника в новосибирской галерее «Старый город» в 2001 г.,

продолжает традиции того направления русского искусства XX века, которое, формируя творческий метод, опиралось на приемы и смысловые интонации наивного искусства. Но «тяга к наивному мировосприятию» у молодого иркутского живописца сопровождается апелляцией к интеллекту и культурной памяти. Это превращает каждую его работу в своеобразную живописную аллюзию, смысловую загадку, в которой характерные для примитивизма стилистические приемы воплощают новое развитие традиции «смеховой культуры» в русском искусстве.

Критики сходятся в том, что работы Сурикова — «яркие, сочные, праздничные, привлекают буйством красок», «способны подарить улыбку каждому, <…> притягивают внимание и излучают тепло».

## Труды
- Тако-диноко: Стихи, поэма. — М.: АРГО-РИСК, 1996.